# Доуни, Уильям, 6-й виконт Даун
Уильям Генри Доуни, 6-й виконт Даун (англ. William Henry Dawnay, 6th Viscount Downe; 20 августа 1772 — 23 мая 1846) — английский священнослужитель и ирландский пэр. Он был известен как Достопочтенный Уильям Генри Доуни с 1780 по 1832 год.

## Биография
Родился 20 августа 1772 года. Второй сын Джона Доуни, 4-го виконта Дауна (1728—1780), и и его жены Лоры Бертон (? — 1812), дочери Уильяма Бертона из Лаффенема, Ратленд. Он получил образование в Итонском колледже и в колледже Крайст-черч Оксфордского университета, получив степень бакалавра в 1795 году и степень магистра в 1796 году.
В 1798 году его старший брат Джон Доуни, 5-й виконт Даун, представил Уильяма в приходы Сессей и Торманби. Оба этих прихода находятся в Северном Йоркшире и находятся под покровительством семьи Доуни, как и Эшвелл, Ратленд, куда он был представлен своим братом в 1803 году.

## Личная жизнь
6 июня 1811 года Уильям Доуни женился на Лидии Хиткот (? — 18 марта 1848), дочери политика Джона Хиткота и Лидии Мойер. У супругов было трое детей:
- Уильям Доуни, 7-й виконт Даун (15 мая 1812 — 26 января 1857), старший сын и преемник отца.
- Достопочтенная Лидия Фрэнсис Кэтрин Доуни (2 октября 1813 — 28 января 1890)
- Достопочтенный Пайан Доуни (18 ноября 1815 — 17 июня 1891).

Уильям Доуни унаследовал Бенингброу-холл в Йоркшире в 1827 году после смерти Маргарет Эрл, матери его школьного друга в Итоне.
18 февраля 1832 года после смерти своего бездетного старшего брата, Джона Доуни, 5-го виконта Дауна (1764—1832), Уильям Доуни унаследовал титул 6-го виконта Дауна (Пэрство Ирландии).
Виконт Даун скончался в Торки в 1846 году в возрасте 73 лет, и ему наследовал его старший сын Уильям Генри.